# 高鞫仁
高鞫仁（?—?），唐朝軍事人物，安史之亂時史思明部將，被李怀仙刺殺。

## 簡介
骁勇善戰，被稱為「城傍少年」，為史朝清衙将，鎮守幽州。上元二年（761年）三月，史朝义殺史思明後，密令高鞫仁與張通儒带十余名士兵進入日華門，殺皇城留守劉象昌，卫鸣鹤亦被杀，范阳城顿时大乱。高鞫仁又與高如震等人杀张通儒，高鞫仁又下令殺“胡”皆重赏，阿史那承慶殺高如震，但傷亡慘重，向东逃入潞县，退守洛陽。
史朝义任命高鞫仁为燕京都知兵马使，五月十日，史朝义又任命太常卿李怀仙为御史大夫、范阳节度使以牽制鞫仁。
李怀仙一開始對鞫仁非常谦恭，以鬆懈其戒心，高鞫仁仍表现傲慢。後來，高鞫仁打算袭击李怀仙，正好大雨，没有行动。高鞫仁一人獨自來到节度使院，李怀仙命左右把高鞫仁处死。